# 李顯威
李顯威（1895年—1952年），字子儀 ，四川省蒼溪縣煙峰場（今雲峰場）人
民國三十七年（1948年）第一屆立法委員選舉中被選為四川省第十選區立法委員

## 經歷
- 早年參加中國同盟會。
- 民國7年（1918年）。李顯威于成都四川公立商業專門學校畢業後，回蒼溪縣任區長、縣團練局局長。在任團練局長期間，平定騷擾專訪的土匪龐希元、向克卿，獲縣長余光武稱讚，贈予“安請萑苻”匾額一道。
- 民國16年（1927年），李顯威任國民革命軍第29軍田頌堯部任股長，科長、處長及川西北銀行經理。
- 民國17年（1928年）至民國20年（1931年）間，李顯威多次幫助中共地下黨員免遭逮捕。
- 民國22年（1933年）至民國24年（1935年），任三台縣縣長兼理司法，李顯威到任著眼司法改革，摒除弊端，縣民稱快。李離任時，又將任期內俸給2萬元捐贈地方籌辦“子儀幼兒園”，該幼兒園延續至今，現更名三台幼兒園。
- 民國24年（1935年）至民國25年（1936年），任涪陵縣縣長。在涪陵籌劃辦《枳江日報》，任董事長，委任原中共川東物委秘書長梁佐華為主編。《枳江日報》于重慶出版，常發表言論抨擊時弊。出版3月，報社被毀，主編被打傷，李顯威親赴重慶慰問。後《枳江日報》更名為《人民日報》，按原方針繼續出版，還約請原中共四川省委代理書記張秀熟寫稿，以筆名“畸零”發表。
- 民國25年（1936年）至民國27年（1938年），任四川省賑務會審核主任。時川北大旱，李陪同國民政府中央專員曹振榮前往災區勘察災情，上報中央，為川北請得賑災款，並減免部分災區田賦。
- 民國28年（1939年），李顯威任資中縣縣長，積極發動民眾出力出錢，支持抗戰。
- 民國30年（1941年）底，回成都任慈惠堂常務理事，慈惠堂成為中共地下黨和民盟的活動據點之一。
- 民國34年（1945年），任四川省臨時參議會參議員、四川省經濟建設保管委員會委員、中國國民黨四川省黨部常務監察委員。
- 民國37年（1948年），李顯威當選為第一屆立法委員。5月中旬，他與馮均璉提出的“清查豪門資本案”，經《大公報》登出，震動政府，李處境危險，去上海經梁佐華、任廉儒介紹由民革中常委王葆真主持參加民革組織，並接受任務，返川策劃四川地方軍政人員進行策反事宜。
- 民國38年（1949年），李顯威在成都與其子李有朋改組《嘯報》，宣傳共產黨軍隊在戰爭中勝利進軍及解放區情況。李在川從政多年，積極策劃川康軍政要員易幟。
- 1951年，李顯威被判死刑，
- 1952年，被殺害於雲峰鄉。
- 1987年初，經中共中央統戰部、民革中央、中共四川省統戰部、四川省高級法院及蒼溪縣人民法院確認予平反。

## 立法院出席會期
第1屆第1會期
- 內政及地方自治委員會
- 財政及金融委員會（召集委員）
- 糧政委員會